# Săveni (Ialomiţa)
Pour les articles homonymes, voir Săveni.
Săveni est une commune du județ de Ialomița en Roumanie.